# Мирзоян, Арарат Самвелович
Арара́т Самве́лович Мирзоя́н (арм. Արարատ Սամվելի Միրզոյան; род. 23 ноября 1979, Ереван) — армянский государственный и политический деятель. Министр иностранных дел Республики Армения с 19 августа 2021 года.
Председатель Национального собрания Армении с 14 января 2019 по 2 августа 2021 года. Первый заместитель премьер-министра Армении (с 11 мая 2018 по 14 января 2019 года). Депутат Национального собрания Армении VI и VII созывов. Кандидат исторических наук.

## Биография
Родился 23 ноября 1979 года в Ереване.
Окончил отделение искусств исторического факультета Ереванского государственного университета (2000). Спустя два года окончил магистратуру на том же факультете.
В 2004 году окончил Академию государственного управления Армении по специальности «государственный служащий, специалист по государственному управлению и местному самоуправлению».
В 2005 году окончил аспирантуру Национальной академии наук Республики Армения, став кандидатом исторических наук. Параллельно с учёбой работал младшим научным сотрудником в Музее-институте геноцида армян НАН РА.
С 2005 по 2007 год являлся главным архивариусом отдела общественно-политических документов Национального архива Армении.
Затем, с 2007 по 2010 год работал специалистом банка HSBC Armenia.
В 2011 году стал аналитиком информационного агентства Regnum.
В 2012—2013 годах являлся координатором программы Международного фонда избирательных систем (IFES) по информированию избирателей.
С октября 2012 по февраль 2013 года преподавал в Ереванском государственном университете. По словам самого Мирзояна был уволен из университета за критику помощника ректора Геворка Мелконяна и участие в студенческих забастовках.
В 2013—2015 годах — руководитель исследовательской группы инициативы «Премия Аврора и 100 жизней» фонда «Инициативы развития Армении» (IDеA).
В 2014—2017 годах — эксперт по политическим партиям и стратегическому планированию Нидерландского института многопартийной демократии (NIMD).
Является членом-учредителем партии «Гражданский договор», с 2016 года — член правления партии. На парламентских выборах 2017 года стал депутатом от списка блока партий «Елк». Входит в комиссию по вопросам науки, образования, культуры, молодёжи и спорта.
В апреле 2018 года поддержал акции протеста против избрания премьер-министром Сержа Саргсяна.
22 апреля 2018 года вместе с другими лидерами протеста был задержан полицией по обвинению в организации и проведении незаконных массовых собраний. На следующий день Саргсян подал в отставку, а все задержанные были освобождены.
В 2018—2019 годах — Первый заместитель премьер-министра Армении.
С 14 января 2019 года — Председатель Национального собрания Армении.
Утром 10 ноября 2020 года, около здания Национального Собрания Армении, Мирзоян был вытащен из автомобиля и избит демонстрантами, протестовавшими против заключения соглашения с Азербайджаном.
19 августа 2021 года назначен Министром иностранных дел РА.

## Награды
- Почётная грамота Министерства образования Армении (2016)
- Орден Святого Григория Великого (2023, Ватикан)[7]

## Личная жизнь
Женат, имеет двоих детей.